# Ágios Charálampos (ort i Grekland, Epirus)
Ágios Charálampos är en ort i Grekland.   Den ligger i prefekturen Nomós Ártas och regionen Epirus, i den centrala delen av landet, 270 km nordväst om huvudstaden Aten. Ágios Charálampos ligger 468 meter över havet och antalet invånare är 128.
Terrängen runt Ágios Charálampos är kuperad.Runt Ágios Charálampos är det glesbefolkat, med 12 invånare per kvadratkilometer. Närmaste större samhälle är Arta, 18,8 km sydväst om Ágios Charálampos. I omgivningarna runt Ágios Charálampos växer i huvudsak blandskog.